# I Want Your Money
I Want Your Money é um documentário de direita americano de 2010, do cineasta Ray Griggs. Contrasta o então presidente democrata dos EUA Barack Obama com o ex-presidente republicano Ronald Reagan, e defende que, na comparação, Reagan se sai melhor.

## Enredo
O filme examina e contrasta as diferenças entre o "Reaganomics" e o "Obamanomics", duas políticas econômicas e governamentais americanas, bem como seu respectivo impacto na vida dos Estados Unidos, como resumido no site oficial do filme:
Duas versões do sonho americano agora estão em forte contraste. Um [Reagan] vê o dinheiro que você ganhou como seu e melhor alocado por você. Ele defende o tradicional Sonho Americano, que se desenrolou milhões de vezes através de gerações de americanos, de melhorar muito a vida e o espírito empreendedor de ousar sonhar e construir grande. O outro [Obama] acredita que o governo federal, usando o dinheiro dos contribuintes, deve desempenhar um papel importante no nivelamento da riqueza da nação para garantir resultados a todos, independentemente do esforço. A maneira como a América escolherá entre essas duas visões do papel do governo, neste momento crucial, terá tudo a ver com o futuro que nós, nossos filhos e os filhos de nossos filhos, desfrutaremos.
O filme usa animação por computador, clipes de filmes, imagens de arquivo, dramatizações, música, gráficos e entrevistas com personalidades e especialistas "para contar a história nos termos mais claros da escolha entre as visões de Obama e Reagan do papel do governo federal em nossa sociedade ".
O filme também sugere que a política econômica de Obama se aproxima do socialismo, chegando até a encenar a velha parábola do socialismo na sala de aula, em que Reagan é o professor e Obama é o aluno que defende a tese de que o modelo socialista teria eficácia no mundo real.

## Entrevistados
As seguintes personalidades foram entrevistadas para I Want Your Money :
| - Gary Bauer - Kenneth Blackwell - Andrew Breitbart - Chris Edwards | - Lee Edwards - Steve Forbes - Alison Fraser - Newt Gingrich | - Mike Huckabee - Allen Icet - Tom McClintock - Thad McCotter | - David M. McIntosh - Edwin Meese lll - Stephen Moore - Kate Obenshain | - Star Parker - Michael Reagan - Lila Rose - George Runner | - Rob Schaaf - John Stossel - William Voegeli - Pete Wilson |

## Estreia
O filme teve um lançamento limitado em 15 de Outubro de 2010, em apenas 537 salas de cinema nos EUA, com bilheteria de US$ 249.428 no primeiro fim de semana.

## Recepção
No site agregador de críticas Rotten Tomatoes, 13% das 8 resenhas dos críticos são positivas.